# Саль-Кюран (кантон)
Саль-Кюра́н (фр. Salles-Curan, окс. Las Salas) — кантон во Франции, находится в регионе Юг — Пиренеи, департамент Аверон. Входит в состав округа Мийо.
Код INSEE кантона — 1237. Всего в кантон Саль-Кюран входят 4 коммуны, из них главной коммуной является Саль-Кюран.

## Коммуны кантона
| Коммуна           | Население, чел. (2006) | Почтовый индекс | Код INSEE |
| ----------------- | ---------------------- | --------------- | --------- |
| Альранс           | 417                    | 12430           | 12006     |
| Вильфранш-де-Пана | 762                    | 12430           | 12299     |
| Кюран             | 302                    | 12410           | 12307     |
| Саль-Кюран        | 1 088                  | 12410           | 12253     |

## Население
Население кантона на 2006 год составляло 2 513 человек.
| 1962  | 1968  | 1975  | 1982  | 1990  | 1999  | 2006  | 2007 |
| ----- | ----- | ----- | ----- | ----- | ----- | ----- | ---- |
| 3 257 | 3 477 | 3 255 | 3 263 | 2 813 | 2 569 | 2 513 | —    |